# Zamarada intacta
Zamarada intacta là một loài bướm đêm trong họ Geometridae.